# Айман-Ташлар

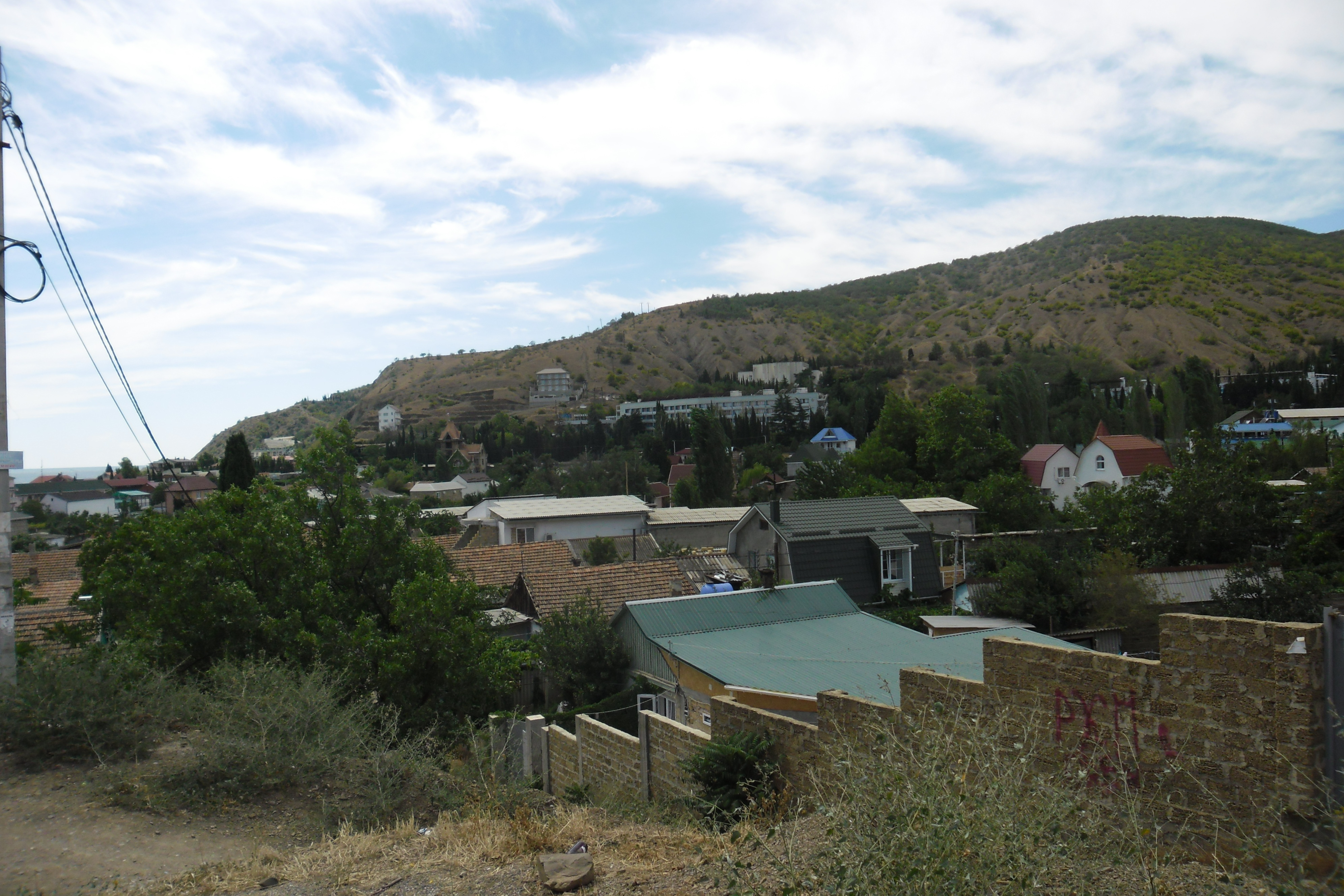
Сайнин-Бурну (ближче до моря) і Айман-Ташлар (вища, праворуч). Знімок з Рибачого.

План села Рибачого до 1944 року. Показано гору Айман-Ташлар.

Айман-Ташлар (крим. Ayman Taştalar) — куполоподібна гора на південному березі Криму.
Поросла рідколіссям, з півночі лісиста; В 1,7 км від нп Малоріченське, між ним і нп Рибаче. На захід від нп Рибаче.